# Hiệp hội Doanh nghiệp Đầu tư nước ngoài
Hiệp hội Doanh nghiệp Đầu tư nước ngoài, tên đầy đủ là Hiệp hội doanh nghiệp có vốn đầu tư nước ngoài của Việt Nam, là tổ chức xã hội của các doanh nghiệp có vốn đầu tư nước ngoài đang hoạt động sản xuất kinh doanh tại Việt Nam. Hiệp hội có tên giao dịch tiếng Anh là Vietnam's Association of Foreign Invested Enteprises, viết tắt là VAFIE .
Hiệp hội thành lập theo quyết định số 91/2003/QĐ-BNV ngày 31 tháng 12 năm 2003 của Bộ Nội vụ trên cơ sở chuyển tên từ Câu lạc bộ Doanh nghiệp đầu tư trực tiếp nước ngoài (FDI Club). Điều lệ Hiệp hội được Bộ Nội vụ phê duyệt tại Quyết định số 40/2004/QĐ-BNV ngày 21 tháng 05 năm 2004 .
Điều lệ hiện hành của Hiệp hội Các doanh nghiệp có vốn đầu tư trực tiếp nước ngoài của Việt Nam được sửa đổi tại Đại hội nhiệm kỳ IV (2014 – 2018) thông qua ngày 24 tháng 10 năm 2014 tại Hà Nội .
Trụ sở làm việc của Hiệp hội tại số 65 Văn Miếu, quận Đống Đa, Hà Nội .